# Ивановское (Курская область)
Ива́новское — село в Рыльском районе Курской области. Административный центр Ивановского сельсовета.

## География
Село находится в 87 км западнее Курска, в 19 км восточнее районного центра — города Рыльск.
Улицы
В селе улицы: Ананьева, Аршава, Бессонова, Гора Льговская, Гора Рыльская, Горловка, Грачевка Б., Грачевка М., Жидовский Хутор, Комаровка, Кооперативная, Красная, Кривандино, Любава, Макаровка, Рабочий посёлок, Садовая, Самарка, Свистовка, Слобода, Солдатская, Старые Велья, Тагинка, Шакин, Шлях Льговский, Шлях Рыльский, Юзовка.
Климат
Ивановское, как и весь район, расположено в поясе умеренно континентального климата с тёплым летом и относительно тёплой зимой (Dfb в классификации Кёппена).
| Показатель                                                                   | Янв. | Фев. | Март | Апр. | Май  | Июнь | Июль | Авг. | Сен. | Окт. | Нояб. | Дек. | Год  |
| ---------------------------------------------------------------------------- | ---- | ---- | ---- | ---- | ---- | ---- | ---- | ---- | ---- | ---- | ----- | ---- | ---- |
| Средний суточный максимум, °C                                                | −3,6 | −2,6 | 3,5  | 13,4 | 19,6 | 22,9 | 25,3 | 24,7 | 18,4 | 10,8 | 3,7   | −0,8 | 11,3 |
| Средняя температура, °C                                                      | −5,7 | −5,1 | −0,2 | 8,6  | 15   | 18,6 | 21   | 20,1 | 14,2 | 7,5  | 1,5   | −2,7 | 7,7  |
| Средний суточный минимум, °C                                                 | −8,1 | −8,2 | −4,2 | 3,1  | 9,4  | 13,3 | 16   | 15   | 10   | 4,2  | −0,8  | −4,9 | 3,7  |
| Норма осадков, мм                                                            | 50   | 44   | 48   | 50   | 63   | 70   | 79   | 52   | 57   | 56   | 47    | 48   | 664  |
| Источник: Погода по месяцам c ru.climate-data.org(дата обращения: Июль 2021) |      |      |      |      |      |      |      |      |      |      |       |      |      |

## История
Село основано в конце XVII века запорожским гетманом Иваном Мазепой. До настоящего времени сохранились палаты гетмана Мазепы, то есть дом, в котором он проживал, приезжая в Ивановское. Формально палаты находятся под защитой государства как памятник архитектуры, фактически — в заброшенном состоянии.
После взятия 2 ноября 1708 года русскими войсками города Батурин Пётр I пожаловал князю Меньшикову, командовавшему войсками, село Ивановское с деревнями.
В XIX веке Ивановское служило центром владений и усыпальницей князя И. И. Барятинского и его потомков, которые выстроили рядом усадьбу Марьино.
Административно было волостным центром Ивановской волости Льговского уезда Курской губернии.
В центре села находился дом и мастерские известного архитектора Карла Густавовича Шольца. После 1900 года служило конторой князя Барятинского, а после революции 1917 года — школой. Разобрано в 1970-е годы.

## Население
| 2002 | 2010  |
| ---- | ----- |
| 2310 | ↘1923 |

## Инфраструктура
Личное подсобное хозяйство. Сельская администрация. Общеобразовательная школа. Дом культуры. Детский сад Колосок. Супермаркет. АЗС. Пятерочка. Магнит. Wildberries. Ozon.

## Транспорт
Ивановское находится на автодороге регионального значения 38К-017 (Курск — Льгов — Рыльск — граница с Украиной), на автодорогах межмуниципального значения: 38Н-112 (Ивановское — Колонтаевка), 38Н-350 (38К-017 — Велье), 38Н-360 (38К-017 — Марьино), 38Н-750 (38К-017 — Ивановское), 38Н-815 (38К-017 — Зелёный Гай), в 13 км от ближайшего ж/д остановочного пункта Колонтаевка (линия 322 км — Льгов I).
В 157 км от аэропорта имени В. Г. Шухова (недалеко от Белгорода).

## Достопримечательности
- Братская могила
- Хлеб-соль (жанровая скульптура)
- Памятник В. И. Ленина
- Церковь Покрова Пресвятой Богородицы
- Палаты Ивана Мазепы

## Известные уроженцы и жители села
- Князь Барятинский, Александр Иванович (1815—1879) — Государственный и военный деятель, генерал-фельдмаршал, генерал-адъютант
- Князь Барятинский, Виктор Иванович (1823—1904) — Капитан 1-го ранга, участник обороны Севастополя, командир брига «Эней». Автор воспоминаний о Синопском бое и Крымской кампании.
- Шольц, Карл Густавович (1837—1907) — Архитектор немецкого происхождения, работавший на территории Курской, Харьковской и Черниговских губерний.
- Двойных, Захар Яковлевич (1879—1946) — Революционер большевик. Первый председатель Совета рабочих депутатов города Бийска. Автор воспоминаний.
- Быкова, Ульяна Кузьминична (1907—1977) — Герой Социалистического Труда, свинарка колхоза «Красный Октябрь» в селе Ивановское
- Сироткин, Анатолий Петрович (1913—1976) — Герой Советского Союза, участник советско-финской и Великой Отечественной войны, младший лейтенант.
- Морозов, Иван Иванович (1913—1997) — Герой Советского Союза, участник Великой Отечественной войны, артиллерист.
- Бессонов, Всеволод Борисович (1932—1970) — Герой Советского Союза, командир атомной подводной лодки «К-8»
- Лелякова, Ксения Захаровна (1912—1970) — звеньевая колхоза «Завет Ильича» Рыльского района Курской области, Герой Социалистического Труда (1948).